# 초 간왕
초 간왕(楚 簡王, ? ~ 기원전 408년)은 중국 초나라의 제31대 군주(재위: 기원전 431년 ~ 기원전 408년)이다.

## 생애
혜왕(恵王)의 아들로 기원전 432년 아버지가 사망하고 초의 왕으로 즉위하였다.
기원전 431년 북쪽을 쳐서 제(齊)와 노(魯) 사이에 있던 소국 거(莒)를 멸망시켰다. 이는 혜왕에 이어 초의 국세가 다시 이전과 같이 막강해졌다는 것을 의미하는 사건이었다.
기원전 425년에 송 도공(宋悼公)이 초에 내조하였고, 송의 사성(司城)［立皮］之가 공실(公室)을 약체화시키고 있다고 보고하였다. 간왕은 간오양(莫敖陽)에게 군을 거느리고 나아가 송의 공실을 평정하고 황지(黄池)나 옹구(雍丘)에 성을 쌓도록 명했다. 그러나 진(晋)의 위사(魏斯) ・ 조완(趙浣) ・ 한계장(韓啓章)이 군을 거느리고 황지를 포위하였으므로 간오양의 병사들을 초로 귀국시켰다.
기원전 423년 간왕은 간오양에게 군을 거느리고 진을 공격하도록 했다. 초군은 의양(宜陽)을 빼앗고 적안(赤岸)을 포위해 황지 전투에서의 복수를 실현시켰다. 진의 위사 ・ 조완 ・ 한계장이 군을 거느리고 적안을 구원하였기에 초의 군은 포위를 풀고 철퇴하여야 했다. 진군과 장성(長城)에서 전투를 벌여 초의 군은 패했고, 많은 물자를 내버려둔 채 도주해야 했다.
기원전 413년 초의 군은 진을 쳐서 낙읍으로의 상경을 이루었다. 기원전 408년 간왕은 사망하고, 그 아들이 초의 왕으로 즉위하였다.